# توني كيرن
توني كيرن (بالإنجليزية: Tony Kern)‏ هو كاتب سيناريو ومنتج أفلام ومخرج أمريكي، ولد في 1969 في أوهايو في الولايات المتحدة.

## وصلات خارجية
- توني كيرن على موقع IMDb (الإنجليزية)
- توني كيرن على موقع أول موفي (الإنجليزية)